# Karol Kryński

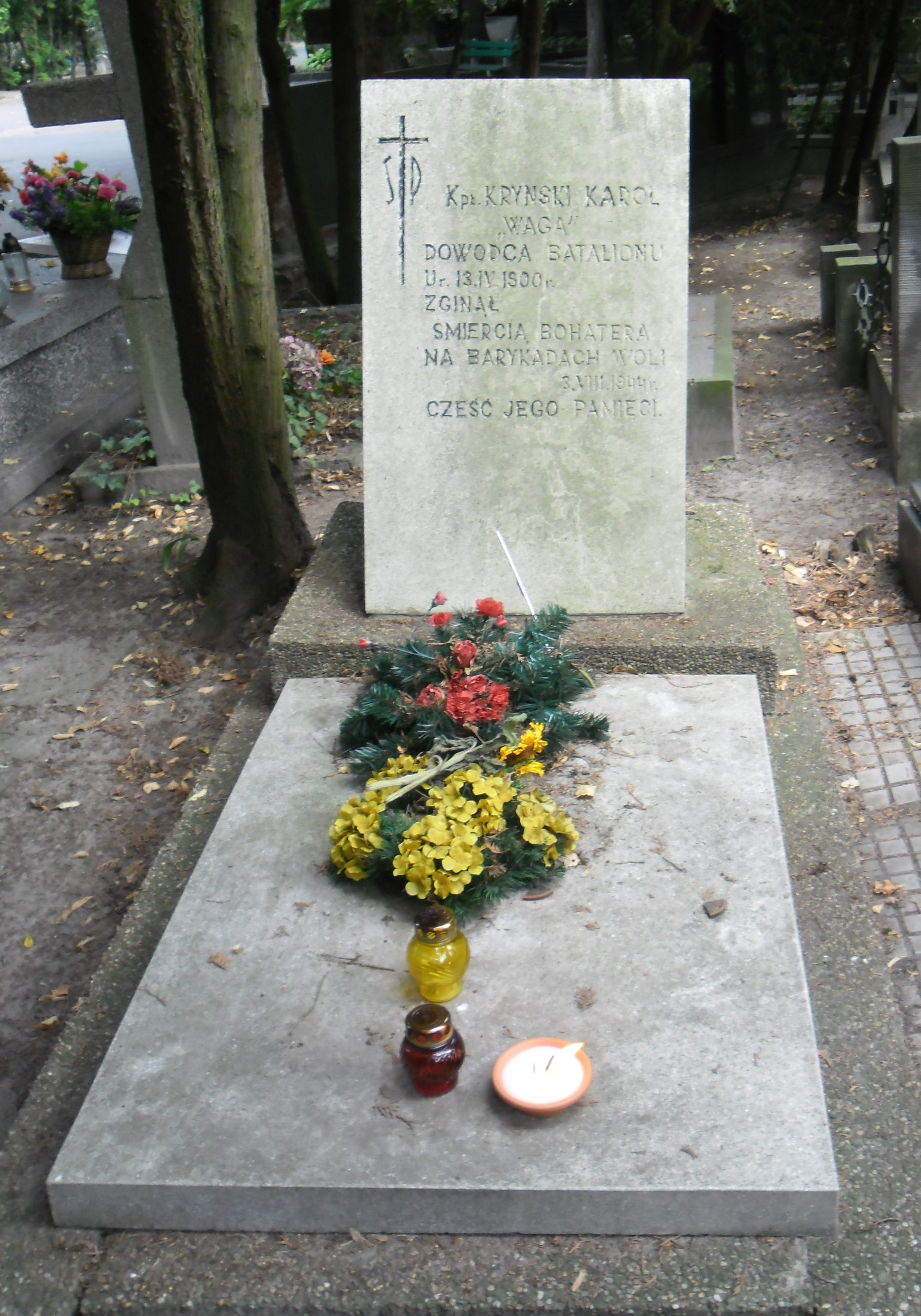
Grób Karola Kryńskiego na Cmentarzu Wojskowym na Powązkach w kwaterze 21A, rząd 6, grób 2

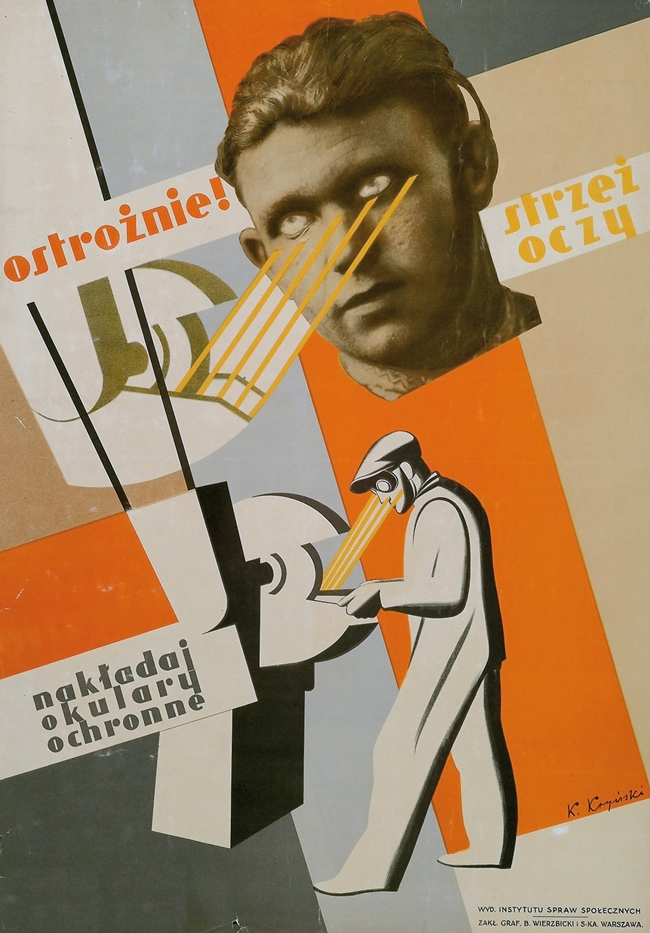
Plakat 1939

Karol Kryński, ps. „Przegonia”, „Waga” (ur. 13 kwietnia 1900 w Warszawie, zm. 5 sierpnia 1944 tamże) – polski malarz awangardowy, uczestnik wojny 1920, kapitan piechoty rezerwy Wojska Polskiego, działacz niepodległościowy, kawaler Orderu Virtuti Militari, dowódca III batalionu Oddziałów Wojskowych Powstańczego Pogotowia Socjalistów im. Stefana Okrzei podczas powstania warszawskiego. Zginął w walkach na Woli, raniony śmiertelnie na barykadzie przy ul. Wolskiej i Młynarskiej.

## Życiorys
Urodził się 13 kwietnia 1900 w Warszawie, w rodzinie Czesława, prawnika, urzędnika, i Marii z Poziomskich. W lutym 1917 ukończył VI klas w Gimnazjum Wojciecha Górskiego w Warszawie. Jednocześnie w okresie 1915 – 1917 uczęszczał do Szkoły Nauk Zdobniczych i Malarstwa. W gimnazjum należał do tajnego skautingu. Od listopada 1916 został członkiem Polskiej Organizacji Wojskowej. Po ukończeniu szkół, w 1917 podjął studia w Szkole Sztuk Pięknych w Warszawie. Podjął również naukę jako wolny słuchacz na kursie humanistycznym Towarzystwa Kursów Naukowych. W 1918 przez pewien czas słuchacz szkoły podchorążych POW.
Od listopada 1918 służył w 1 Okręgowym warszawskim pułku późniejszym 21 pułku piechoty jako pisarz batalionu, później starszy szeregowy. Następnie pełnił funkcję p.o. dowódcy plutonu 32 pułku piechoty. W 1919 (lipiec – październik) skończył uzupełniający kurs w Szkole Podchorążych Piechoty a od grudnia 1919 m.in.dowódcą plutonu, adiutantem batalionu 8 pułku piechoty Legionów. Od marca 1920 był dowódcą II batalionu, a od sierpnia 1920 dowódcą konnego oddziału wywiadowczego i oddziału sztabowego. Awansowany na porucznika ze starszeństwem z dniem 1 czerwca 1919.
W styczniu 1921 bezterminowo urlopowany z wojska. Prawdopodobnie ukończył wówczas kurs maturalny dla wojskowych. Podjął pracę jako artysta malarz. Uczestniczył w awangardowych, lewicowych inicjatywach plastycznych konstruktywizmu polskiego. W 1923 uczestniczył w Wilnie w organizowaniu „Wystawy Nowej Sztuki”. W wyniku wystawy ukształtowała się grupa „Blok Kubistów, Suprematystów i Konstruktywistów”, w której uczestniczył. Po rozpadzie grupy w 1926 był członkiem grupy plastyków i architektów „Praesens”. W 1928 studiował krótko w Akademii Sztuk Pięknych w Krakowie.
29 stycznia 1932 prezydent RP nadał mu stopień kapitana z dniem z 2 stycznia 1932 i 87. lokatą w korpusie oficerów rezerwowych piechoty. Posiadał przydział w rezerwie do 1 pułku piechoty Legionów.
Ok 1934 wyjechał do Brazylii, gdzie do 1937 był nauczycielem języka polskiego i rysunków. Po powrocie do Polski ponownie zajął się malarstwem i grafiką. Był m.in. autorem dekoracji ściennych na statku „MS Batory”.
W trakcie wojny obronnej we wrześniu 1939 był dowódcą kompanii w 1 pułku piechoty Legionów. Po ucieczce z transportu jenieckiego na terenie okupacji sowieckiej, przedostał się do Wilna, gdzie wstąpił do Organizacji Socjalistyczno-Niepodległościowej „Wolność”. W tym czasie pracował dorywczo jako ilustrator w dzienniku „Prawda Wileńska”. W 1942 powrócił do Warszawy, gdzie został dowódcą – szkoleniowcem III batalionu Gwardii Ludowej WRN na Woli.
W powstaniu warszawskim był dowódcą III batalionu Oddziałów Wojskowych Pogotowia Powstańczego Socjalistów w Obwodzie Wola Okręgu Warszawa AK.
Trzeciego dnia powstania, został ciężko ranny w czasie obrony barykady przy skrzyżowaniu ul. Wolskiej i ul. Młynarskiej. Zmarł 5 sierpnia z odniesionych ran, w szpitalu Karola i Marii Szlenkierów przy ul. Leszno 136.
W 1946 został ekshumowany i pochowany na Cmentarzu Wojskowym na Powązkach. Jego grób znajduje się w kwaterze 21A, rząd 6, grób 2.

## Ordery i odznaczenia
- Krzyż Srebrny Orderu Virtuti Militari – pośmiertnie 18 września 1944 „za wyjątkową odwagę osobistą i dodatni wpływ na otoczenie podczas walk”[8]
- Krzyż Walecznych[9]
- Medal Niepodległości – 21 kwietnia 1937 „za pracę w dziele odzyskania niepodległości”[10][1][11]